# 1994年飓风吉尔玛
飓风吉尔玛（英語：Hurricane Gilma）是有纪录以来最强烈的太平洋飓风之一，也是1994年太平洋飓风季第2场五级飓风。系统源于7月21日东太平洋开放水域上空一股向西移动的东风波，发展成热带低气压时规模庞大，但组织结构非常混乱。次日，低气压逐渐发展，然后进入爆发性增强期。到7月23日时，气旋已成为飓风，并且7月24日就成为萨菲尔-辛普森飓风等级下的五级飓风。吉尔玛达到五级强度时已进入中太平洋，成为本季连续第4场从东太平洋进入中太平洋的风暴。
7月24日清晨，风暴达到持续风速每小时260公里，最低气压估计为920毫巴（百帕，27.17英寸汞柱）的最高强度。次日，吉尔玛突然因不明因素影响而减弱，之后又因风切变增多而进一步弱化，并缓慢向西北转向。7月28日，气旋掠过约翰斯顿环礁近海，在当地产生阵风和小雨。7月31日，吉尔玛降级成热带低气压，最终在开放水域上空消散。

## 气象历史
1994年7月的第2个星期，一股东风波离开非洲海岸穿越大西洋，在此期间没有显著发展。7月15至16日，东风波穿越中美洲进入东北太平洋盆地。系统中的对流开始增长，但整体结构一直杂乱无章。系统继续西进并逐渐发展，美国国家飓风中心从7月20日开始使用德沃夏克分析法分析该天气系统，并在数小时后将其归类为第七号热带低气压。受北面的强烈高压脊影响，低气压逐渐向西移动。风暴存在的其余时间里都将保持这一前进方向。由于气旋的规模很大，气象机构起初很难确定这场低气压的位置。
随着组织结构的改善，低气压于7月22日增强成热带风暴并获名“吉尔玛”（Gilma）。这天，环流中心周围发展出深层对流，风暴西翼和南侧都出现明显的带状特征。成为热带风暴仅24小时后，吉尔玛就迅速强化成飓风。由于风切变少，海面温度高，飓风附近一船只测得的水温高达29°C，这些利好因素共同影响，令风暴进入爆发性增强期。飓风在7月23日的大部分时间里都处于爆发性增强期，并在这天达到萨菲尔-辛普森飓风等级下的四级标准。飓风中心这时已形成尺寸很小、层次分明的风眼，周围由非常强烈的深层对流环绕。
7月24日，吉尔玛穿越西经140°进入中太平洋飓风中心监控责任区，成为连续第4场从东太平洋进入中太平洋的风暴。数小时后，飓风达到持续风力时速260公里，中心最低气压估计为920毫巴（百帕，27.17英寸汞柱）的最高强度，属五级飓风标准。在此强度下保持了约12小时后，风暴突然减弱。其最大持续风速只过了几小时就下降75公里至时速185公里，刚刚达到三级飓风标准。这次突然弱化的原因不明，风暴上空原本有热带对流层上层低压槽提供有利于系统发展的反气旋气流，该低压槽向西面的国际日期变更线逼近有可能造成吉尔玛减弱。此外，飓风的风眼也被卷云遮挡。
| 最强烈的太平洋飓风                                  | 最强烈的太平洋飓风 | 最强烈的太平洋飓风 | 最强烈的太平洋飓风 | 最强烈的太平洋飓风 |
|                                                     | 飓风               | 年份               | 气压               | 气压               |
| 百帕                                                | 飓风               | 年份               | 英寸汞柱           |                    |
| --------------------------------------------------- | ------------------ | ------------------ | ------------------ | ------------------ |
| 1                                                   | 帕特里夏           | 2015               | 872                | 25.75              |
| 2                                                   | 琳達               | 1997               | 902                | 26.64              |
| 3                                                   | 里克               | 2009               | 906                | 26.76              |
| 4                                                   | 肯纳               | 2002               | 913                | 26.96              |
| 5                                                   | 艾娃               | 1973               | 915                | 27.02              |
| 5                                                   | 伊歐凱             | 2006               | 915                | 27.02              |
| 7                                                   | 瑪麗               | 2014               | 918                | 27.11              |
| 7                                                   | 奧迪爾             | 2014               | 918                | 27.11              |
| 9                                                   | 吉列尔莫           | 1997               | 919                | 27.14              |
| 10                                                  | 吉尔玛             | 1994               | 920                | 27.17              |
| 10                                                  | 瓦拉卡             | 2018               | 920                | 27.17              |
| 列表僅適用於在赤道以北及 國際日期變更線以東的太平洋 |                    |                    |                    |                    |

吉尔玛在三级飓风强度下保持了约24小时，然后因风切变增多，外流减少而继续减弱。7月27日晚，飓风风速已降至每小时119公里以下，因此降级成热带风暴。虽然风暴还在减弱，但中太平洋飓风中心的一位气象学家认为，气旋有可能在降级后得到小幅增强。次日早上，吉尔玛的中心已缺乏对流，下层环流因此暴露出来。逐渐减弱的气旋这时开始向西北偏西方向前进，于7月28日从距约翰斯顿环礁不到160公里洋面经过。此后吉尔玛继续减弱，于7月30日降级成热带低气压，再过了几小时就于7月31日清晨在中途岛以南的开放水域上空消散。

## 影响
约翰斯顿环礁是唯一受到飓风吉尔玛影响的陆地，该岛出现小雨，阵风接近烈风强度，还有一些海浪。不过，没有任何报道表明这场飓风有造成人员伤亡或财产损失。由于风暴没有造成严重影响，所以其名称也就没有在1994年太平洋飓风季后退役，之后分别于2000、2006和2012年再度使用。2007年，中太平洋飓风中心请求将包括吉尔玛在内的共15个名称退役，理由是这些风暴曾构成严重威胁，不过世界气象组织没有接受这一请求。